# Кастанарас, Томас
То́мас Кастана́рас (греч. Θωμάς Καστανάρας; нем. Thomas Kastanaras; род. 9 января 2003, Штутгарт, Германия) — немецкий и греческий футболист, нападающий клуба «Штутгарт».

## Карьера
С 2012 года играл в командах «Штутгарта». В июле 2022 года присоединился к основной команде. Дебютировал в Бундеслиге 17 сентября в матче с «Айнтрахтом» (Франкфурт), заменив Вальдемара Антона на 86-й минуте.

## Карьера в сборной
Выступал за команды Греции U17 и U19. В 2022 году выбрал выступать за Германию и был вызван в команду U20.